# Парамун
Парамун је насеље у Србији у општини Косјерић у Златиборском округу које се налази 9 километара северозападно од Косјерића. Према попису из 2022. било је 60 становника .
У Парамуну налазио се манастир Св. Параона по коме је и село добило име. Турци су спалили овај манастир где и дан данас леже остаци ове светиње. Према легенди у манастиру се налазило златно звоно које је према некима закопано у бунару, однесено у манастир Ћелије или украдено.
У старом веку, на месту данашњег Парамуна, налазио се римски град. Град је већим делом порушен. Био је смештен на локалитету Главица у речној окуци. За ово место је везана још једна легенда. Мештани овог села верују да је у близини гробља закопан дубоко под земљом један римски ратник са много златног накита.
На овом локалитету су пронађене бројне римске ствари. Од керамике па до новчића.

## Демографија
У насељу Парамун живи 69 пунолетних становника, а просечна старост становништва износи 50,1 година (44,1 код мушкараца и 55,5 код жена). У насељу има 32 домаћинства, а просечан број чланова по домаћинству је 2,50.
Ово насеље је великим делом насељено Србима (према попису из 2002. године).
|  |

| Демографија | Демографија | Демографија |
| Година      | Становника  | Становника  |
| ----------- | ----------- | ----------- |
| 1948.       | 456         |             |
| 1953.       | 320         |             |
| 1961.       | 280         |             |
| 1971.       | 225         |             |
| 1981.       | 187         |             |
| 1991.       | 131         | 131         |
| 2002.       | 80          | 80          |

| Етнички састав према попису из 2002.‍ | Етнички састав према попису из 2002.‍ | Етнички састав према попису из 2002.‍ | Етнички састав према попису из 2002.‍ | Етнички састав према попису из 2002.‍ |
| ------------------------------------ | ------------------------------------ | ------------------------------------ | ------------------------------------ | ------------------------------------ |
|                                      |                                      |                                      |                                      |                                      |
| Срби                                 | Срби                                 |                                      | 79                                   | 98,75%                               |
| Црногорци                            | Црногорци                            |                                      | 1                                    | 1,25%                                |
| непознато                            | непознато                            |                                      | 0                                    | 0,0%                                 |

| Година пописа     | 1948. | 1953. | 1961. | 1971. | 1981. | 1991. | 2002. |
| ----------------- | ----- | ----- | ----- | ----- | ----- | ----- | ----- |
| Број домаћинстава | 87    | 61    | 68    | 61    | 56    | 45    | 32    |

| Број чланова      | 1  | 2 | 3 | 4 | 5 | 6 | 7 | 8 | 9 | 10 и више | Просек |
| ----------------- | -- | - | - | - | - | - | - | - | - | --------- | ------ |
| Број домаћинстава | 12 | 7 | 5 | 5 | 0 | 2 | 1 | 0 | 0 | 0         | 2,50   |

| Пол    | Укупно | Неожењен/Неудата | Ожењен/Удата | Удовац/Удовица | Разведен/Разведена | Непознато |
| ------ | ------ | ---------------- | ------------ | -------------- | ------------------ | --------- |
| Мушки  | 31     | 7                | 21           | 1              | 2                  | 0         |
| Женски | 39     | 3                | 21           | 13             | 2                  | 0         |
| УКУПНО | 70     | 10               | 42           | 14             | 4                  | 0         |

| Пол    | Укупно                    | Пољопривреда, лов и шумарство | Рибарство                            | Вађење руде и камена | Прерађивачка индустрија       |
| ------ | ------------------------- | ----------------------------- | ------------------------------------ | -------------------- | ----------------------------- |
| Мушки  | 17                        | 11                            | 0                                    | 0                    | 3                             |
| Женски | 9                         | 5                             | 0                                    | 0                    | 2                             |
| УКУПНО | 26                        | 16                            | 0                                    | 0                    | 5                             |
| Пол    | Производња и снабдевање   | Грађевинарство                | Трговина                             | Хотели и ресторани   | Саобраћај, складиштење и везе |
| Мушки  | 0                         | 0                             | 1                                    | 0                    | 1                             |
| Женски | 0                         | 0                             | 0                                    | 0                    | 0                             |
| УКУПНО | 0                         | 0                             | 1                                    | 0                    | 1                             |
| Пол    | Финансијско посредовање   | Некретнине                    | Државна управа и одбрана             | Образовање           | Здравствени и социјални рад   |
| Мушки  | 0                         | 0                             | 0                                    | 1                    | 0                             |
| Женски | 0                         | 0                             | 0                                    | 2                    | 0                             |
| УКУПНО | 0                         | 0                             | 0                                    | 3                    | 0                             |
| Пол    | Остале услужне активности | Приватна домаћинства          | Екстериторијалне организације и тела | Непознато            | Непознато                     |
| Мушки  | 0                         | 0                             | 0                                    | 0                    | 0                             |
| Женски | 0                         | 0                             | 0                                    | 0                    | 0                             |
| УКУПНО | 0                         | 0                             | 0                                    | 0                    | 0                             |